# Stranger in Moscow
 (août 2015).
Si vous disposez d'ouvrages ou d'articles de référence ou si vous connaissez des sites web de qualité traitant du thème abordé ici, merci de compléter l'article en donnant les références utiles à sa vérifiabilité et en les liant à la section « Notes et références ».
Singles de Michael Jackson
They Don't Care About Us
(1996) Blood on the Dance Floor
(1997)
Pistes de HIStory
They Don't Care About Us
(2) This Time Around
(4)
Stranger in Moscow est une chanson de Michael Jackson extraite du double album HIStory (1995). Le single, sorti le 4 novembre 1996 (le 7 juillet aux États-Unis), est le 5e extrait de l'album. 
Comme They Don't Care About Us, il est plus populaire en Europe qu'aux États-Unis. Au Royaume-Uni, Stranger In Moscow atteint la 4e place, et restera dans le Top 100 pendant 16 semaines. En Espagne et Italie, il est numéro un, alors que dans l'Eurochart il atteint la 6e place et cumulera 17 semaines de présence. La chanson est remixée en 1997 et présente sur l'album Blood on the Dance Floor: HIStory in the Mix.

## Composition et enregistrement
Stranger in Moscow a été écrite et composée par Michael Jackson en 1993, alors qu’il enchaînait la deuxième partie du Dangerous World Tour. Probablement entre le 12 et le 18 septembre 1993, lorsqu’il était à Moscou, réfugié dans sa chambre d’hôtel. Comme le fait comprendre le titre, la chanson parle de la solitude qu'il ressentait ainsi que son désespoir. La chanson était planifiée au programme de la tournée This Is It 

## Clip
Dans le clip en noir et blanc réalisé par Nick Brandt, Michael Jackson marche seul dans les rues d'une grande ville. La caméra suit d'autres personnages, eux-aussi seuls, avec ce sentiment exacerbé par l'utilisation du slow-motion. Cet effet tend à les mettre d'autant plus en décalage par rapport aux autres. Et Michael de répéter "How does it feel, when you're alone and cold inside" (qu'est ce que cela fait d'être seul et froid à l'intérieur). Alors que la colère monte, la pluie s'abbat sur la ville et pousse nos personnages à se ruer dehors, comme pour se libérer. 
C'est aussi à Nick Brandt que l'on doit les clips-vidéo pour les titres Childhood, Earth Song et plus tard Cry.

## Anecdotes
Le texte est totalement autobiographique : "seul dans ma chambre d'hôtel à Moscou, il pleuvait et j'ai juste commencé à écrire".
Steve Porcaro a ajouté une boucle de batterie qui vient d'un CD à sampler ramené  d'Europe. Porcaro a utilisé notamment un synthé Korg WS et des vieux synthétiseurs analogiques : Oberheim Matrix 12 et le Minimoog.Le synthétiseur de David Paich qui sert de basse est un Korg M1.
Si vous y prêtez l'oreille, le morceau se conclut par la reconstitution d'un interrogatoire du KGB, en russe, interprété par Ed Wiesnieski.

## Liste des titres

### Single américain
1. Stranger In Moscow - 5:37
2. Stranger In Moscow (Hani's Extended Chilli Hop Mix) - 6:05
3. Stranger In Moscow (Hani's Num Radio Mix) - 10:19
4. Stranger In Moscow (Basement Boys' Radio Mix) - 4:05
5. Stranger In Moscow (Spensane Vocal Mix) [R&B] - 4:47
6. Stranger In Moscow (12" Dance Club Mix) - 8:18

### Single autrichien
1. Stranger In Moscow - 5:37
2. Stranger In Moscow (Charles Roane's Full R&B Mix) - 4:30
3. Stranger In Moscow (Tee's In-House Club Mix) - 6:54
4. Stranger In Moscow (Tee's Light AC Mix) - 4:07
5. Stranger In Moscow (Tee's Freeze Radio Mix) - 3:36
6. Off The Wall (Junior Vasquez Radio Mix) - 5:15

### Single français
1. A stranger in Moscow (Sylvain Luc - album 'Standards') - 3:27

## SingleStranger in Moscow

### Audio (CD)
1. Stranger in Moscow – 5:37

### Vidéoclip (DVD)
1. Stranger in Moscow (Official Video) – 5:35

## Classements
| Classement - pays (1996)              | Meilleure position |
| ------------------------------------- | ------------------ |
| Australie - ARIA Charts               | 14                 |
| Autriche - Ö3 Austria Top 40          | 7                  |
| Belgique (région flamande) - Ultratop | 25                 |
| Belgique (région wallonne) - Ultratop | 21                 |
| Pays-Bas - Nederlandse Top 40         | 4                  |
| Finlande - Suomen virallinen lista    | 14                 |
| France - SNEP                         | 3                  |
| Nouvelle-Zélande - RIANZ              | 6                  |
| Irlande - Irish Singles Chart         | 13                 |
| Italie - FIMI                         | 1                  |
| Espagne - Promusicae                  | 1                  |
| Suède - Sverigetopplistan             | 21                 |
| Suisse - Schweizer Hitparade          | 5                  |
| Royaume-Uni - UK Singles Chart        | 4                  |
| États-Unis - Billboard Hot 100        | 91                 |

| Classement (2009) | Meilleure position |
| ----------------- | ------------------ |
| Suisse            | 75                 |
| Royaume-Uni       | 91                 |

## Crédits
- Écrit, produit et composé par : Michael Jackson
- Guitare : Steve Lukather
- Claviers et synthétiseurs : David Paich et Steve Porcaro
- Guitare basse : David Paich
- Percussions : Bruce Swedien et Michael Jackson
- Programmations : Steve Porcaro
- Arrangements : Michael Jackson
- Mixé par : Bruce Swedien
- Non-crédité : Brad Buxer